# Арламовский, Эдвард
Эдвард Арламовский (пол. Edward Arłamowski, 26 августа 1909, Бохня — 24 апреля 1979) — польский шахматист, шахматный композитор и журналист, национальный мастер.
Серебряный призёр чемпионата Польши 1951 г. Бронзовый призёр чемпионатов Польши 1949 и 1954 гг.
В составе сборной Польши участник предварительных соревнований командного первенства Европы.
Участник нескольких представительных международных турниров. Победитель турнира в Катовице (1949 г.).
В 1930-е гг. активно занимался шахматной композицией. Опубликовал около 190 задач, из которых 23 получили те или иные призы и почетные отзывы в различных конкурсах.
Вел шахматные отделы в изданиях "Polska Zachodnia" и "Dziennik Bydgoski".
Адвокат по профессии. В 1945 г. в Ягеллонском университете защитил диссертацию на соискание степени доктора права.
Владел одной из крупнейших шахматных библиотек в Польше (около 3 тыс. томов). Согласно завещанию, после смерти Арламовского его собрание книг было передано Ягеллонскому университету.
Широкую известность Арламовский приобрел благодаря курьезному поражению, которое он потерпел на мемориале Д. Пшепюрки в 1950 г. от гроссмейстера П. П. Кереса. После 1. e4 c6 2. Кc3 d5 3. Кf3 de 4. К:e4 Кd7 Керес сыграл 5. Фe2, на что игравший черными Арламовский ответил 5... Кgf6 и незамедлительно получил мат: 6. Кd6#.

## Спортивные результаты
| Год  | Город        | Соревнование                                 | + | −  | =  | Результат | Место |
| ---- | ------------ | -------------------------------------------- | - | -- | -- | --------- | ----- |
| 1948 | Краков       | Чемпионат Польши                             | 4 | 2  | 14 | 11 из 20  | 10—11 |
| 1949 | Познань      | Чемпионат Польши                             | 7 | 3  | 6  | 10 из 16  | 3     |
|      | Катовице     | Международный турнир                         |   |    |    |           | 1     |
| 1950 | Щавно-Здруй  | Мемориал Д. Пшепюрки                         | 3 | 13 | 3  | 4½ из 19  | 19    |
|      | Бельско-Бяла | Чемпионат Польши                             | 7 | 5  | 3  | 8½ из 15  | 5     |
| 1951 | Сопот        | Международный турнир                         | 3 | 8  | 4  | 5 из 15   | 14    |
|      | Лодзь        | Чемпионат Польши                             | 7 | 2  | 6  | 10 из 15  | 2—3   |
| 1952 | Мендзыздрое  | Международный турнир                         | 5 | 7  | 4  | 7 из 16   | 13—14 |
| 1954 | Лодзь        | Чемпионат Польши                             | 7 | 3  | 7  | 10½ из 17 | 3     |
| 1955 | Вроцлав      | Турнир польских шахматистов                  | 2 | 3  | 5  | 4½ из 10  | 6—7   |
|      | Лодзь        | Матч Польша — СССР (против Д. И. Бронштейна) | 0 | 2  | 0  | 0 из 2    |       |